# متافیزیک شعر
متافیزیکِ شعر کتابی از مهدی مظفری ساوجی است که سال ١٤٠٢، در سه جلد، از سوی انتشارات دیدآور منتشر شد.
مظفری ساوجی بیش از چهار سال کار پژوهشی خود را صرفِ شناخت پیوندِ میان متافیزیک و شعر کرده که حاصل آن کتاب سه جلدی "متافیزیک شعر" است. هر کدام از مجلدات این کتاب نام نمادینِ مستقلی نیز دارد؛ جلد اوّل: سْفرِ تکوین، جلد دوّم: سفر تکامل و جلد سوّم: سفر خروج
این کتاب نخستین اثرِ پژوهشی در حوزهٔ متافیزیک شعر، در زبان فارسی است.

### شبِ «متافیزیک شعر» (شب‌های بخارا)
به اهتمام علی دهباشی هفتصدوهفدهمین شب از «شب‌های بخارا» در سه‌شنبه، چهاردهم آذرماه ۱۴۰۲، در تالار فردوسی خانهٔ اندیشمندان علوم انسانی به مناسبت انتشار کتاب «متافیزیک شعر»، «شب متافیزیکِ شعر» نام گرفت. این شب، با حضور و سخنرانی میرجلال‌الدّین کزّازی، بهاءالدّین خرّمشاهی، مسعود کیمیایی، شمس لنگرودی، احمد پوری و ابوالفضل جلیلی برگزار شد.

### دیدگاه دیگران دربارهٔ کتاب "متافیزیک شعر"
میرجلال‌الدین کزازی: دید و داوری فراگیر من دربارهٔ این کتاب آن است که این دفتر، در پهنهٔ فرهنگ و کتاب، در این روزگار، در ایران، رخدادی است شایستهٔ درنگ. این نوشتارِ درازدامان، تا آنجایی که من می‌دانم، در گونهٔ خود بی‌همانند است. هم از دید چندی، هم از دید چونی. یکی از دشوارترین و ستوه‌آورترین کارها آن است که ما بتوانیم در میان این دو، [یعنی] چندی و چونی، که با یکدیگر ناسازند، سازواری پدید بیاوریم. کم‌اند آفریده‌هایی که چندی و چونی در آن‌ها ترازمند باشد. با آن شناختی که من از «متافیزیک شعر» یافته‌ام، این دفترهای سه‌گانه، بدین ترازمندی آراسته شده‌اند. نویسنده در پهنه‌ای گسترده به کند و کاو و چند و چون پرداخته است. کند و کاو و چند و چونی که بایستۀ آن باریک‌بینی و ژرف‌نگری است. قلمرو پژوهش و اندیشیدنِ او جهان‌بینی جهانِ فراسویی و فَروَرینۀ سخن و سَرواد بوده است. زمینه‌ای نغز نهان. به‌راستی کاری است دشوار که مردان، مظفری ساوجی، در چنین زمینه‌ای که یکسره می‌توان گفت ژرفاست [و] دامنۀ آن بسیار تنگ است، پژوهشی چنین گرانسنگ را آغاز کرده است و به سامان و سرانجام رسانیده است. پراکنده، بی‌سامان، به این زمینه، پیشتر پرداخته شده است، اما در گزارشی فراخ‌دامان، با ساختاری سنجیده، انداموار، تا آنجا که من می‌دانم نخست‌بار است که پژوهشی از این‌گونه به انجام رسیده است. سه دیگر آنکه قلم را نفرسوده است؛ انشا ننوشته است. هر آنچه شما می‌خوانید، خواندنی است؛ چرا؟ زیرا آموختنی است.
ضیا موحد: آیا می‌توان به فارسی کتابی فراهم آورد که به پرسش‌های هستان‌شناسی، هستی‌شناسی و زیبایی‌شناسی ما پاسخ دهد؟ البته و قطعاً نه. اما مهدی مظفری‌ساوجی در کتاب «متافیزیک شعر»، تلاش کرده به این پرسش‌ها پاسخ دهد، آن‌هم صرفاً با اتکا بر هرچه در فارسی به این موضوع‌ها نوشته شده، اعم از تصنیف و تألیف و ترجمه. برای ارزیابی این کتاب منتظر آینده نباید بود. کتابی است مفید و در نوع خود بی‌همتا.
بهاءالدّین خرّمشاهی: نه به گمان، بلکه به اعتقادم، تاکنون در میان مراجع فارسی، اثری به جامعیّت و اهمیّت و فایده‌بخشیِ «متافیزیک شعرِ» مهدی مظفری ساوجی، در زمینۀ ادب‌پژوهیِ فلسفی نداشته‌ایم؛ اصطلاحِ «ادب‌پژوهیِ فلسفی» را خود مؤلّف اندیشمند و کوشای این مرجعِ فلسفی-ادبی به کار برده‌اند، با دیدگاه معتنابهی که به این دو ساحت از علم و هنر داشته‌اند و در دیباچۀ کتاب‌شان به آن پرداخته‌ و تصریح کرده‌اند که «شعر و فلسفه، از آنجا که هر دو مبتنی بر خلق جدید و خرق عادت‌اند، ما را به وجه یا وجوهی مشترک رهنمون می‌شوند. به عبارتی، زبانی که این دو برای بیان خویش برمی‌گزینند، از جنس زبان رایج و روزمرّه نیست که حوایجِ عرفی و عادّی را برطرف کند. اگرچه اجزا و عناصرِ کشف و شهودِ هر کدام، در ادراک و انعکاسِ جهان، مُغایر و مُباین با دیگری است؛ شعر، متّکی به تخیّل خلاق است و فلسفه، مبتنی بر تعقّلِ خلّاق.» مؤلّفِ این اثر باارزش و وزین، حتّی اگر نام کتاب خود را دانشنامهٔ فلسفی شعر گذارده بود جا داشت.
مسعود کیمیایی: متافیزیک شعر، مرا یاد اسفار اربعه انداخت. اما خیلی متفاوت‌تر از آن است. خیلی مال امروز است. درست است که از دل کلاسیک‌ترین واژه‌ها استفاده می‌کند، موضوعاتِ خیلی قدیمی را استفاده می‌کند، ولی تراش‌شان می‌دهد برای امروز. حرف اوّلش این است که فلسفه در ناتوانی خودش به شعر پیوند می‌خورد. و حالا قدرت‌های پنهان و قدرت‌های آشکار در فلسفه قرار است پابه‌پا شوند و این فلسفه وارد شعر شود. آیا فلسفه نیاز دارد که به شعر ورود بکند؟ یا نه، به شعر کمک می‌کند؟ هیچ‌کدام. هیچ‌کدام. شعر با مردم حرکت می‌کند. در تاریخ خودش متولد می‌شود. شعری که در تاریخ خودش متولّد شود، باید حرف تاریخ خودش را بزند. و در حرفِ تاریخ خودش، فلسفه سخت وارد می‌شود. نمی‌تواند وارد شود. وقتی ما به فلسفه نگاه می‌کنیم، می‌بینیم که این دانش، در تکّه‌تکّه‌های تاریخ وجود دارد؛ در همۀ تاریخ وجود ندارد. حالا مهدی مظفری ساوجی با کشمکش این‌ها را کنار هم می‌گذارد. تو یا قبول می‌کنی یا قبول نمی‌کنی. ولی نمی‌توانی این کشمکش را قبول نکنی. نمی‌توانی این دانستگی را قبول نکنی.  تمام سلاح‌هایی که هنرهای دیگر دارند، شعر دارد. یعنی حضورش همه‌جا می‌تواند باشد. در خون‌آلودترین و در پاک‌ترین لحظه‌ها. قاب ندارد و ساوجی در کتابش، در متافیزیک شعر، این‌ها را به قول قدیمی‌ها به هم خورانده؛ جاانداخته؛ جاافتاده؛ دو موضوع جدا، با رنگ‌آمیزی جدا، و اصلاً با جاده‌های جدا را در هم تنیده است. سَفَر به شهرهایی که اصلاً نزدیک یکدیگر هم نیستند؛ ولی این‌ها را به هم نزدیک کرده. زحمت کشیده. زحمت کشیده.
بهروز ایمانی: در ساحتِ مطالعات کنونی مربوط به وجودشناختی شعر آثار قابل توجهی منتشر نشده و «متافیزیک شعر»، یگانه مرجع جدّی در این موضوع و مفهوم است که مطالعه فراگیر مؤلف، ما را با تألیفی پربرگ‌وبار مواجه کرده و هرکدام از مباحث کتاب، خود می‌تواند موضوع یک تحقیق باشد.
شمس لنگرودی: ارزش «متافیزیک شعر» آقای مظفری در همین است که می‌خواهد به مخاطب بگوید که شعر چیزی نیست که در سطح جریان داشته باشد. این کتاب، در واقع، به همین می‌پردازد. به اینکه، آنچه در شعر لازم است، همان است که قدیم‌ها می‌گفتند جوهر شعر، که لزوماً ارتباطی به وزن و قافیه و آنچه مربوط به نظم می‌شود ندارد. شعر باید جوهر داشته باشد، نه فقط وزن و قافیه. این همان چیزی است که ایشان گفته‌اند متافیزیک شعر. یا من تصوّر می‌کنم بگوییم روح شعر. وزن و قافیه، جسم شعر را تشکیل می‌دهد و روح به شعر، نمی‌دمانَد. کتاب «متافیزیک شعر»، به‌طور تاریخی به این موضوع می‌پردازد که در طول تاریخ، دربارۀ روحِ شعر، چه بحث‌هایی شده و در حقیقت، به‌طور تاریخی این مقوله را بررسی کرده است. قبلاً در ایران چنین کتابی نبوده. جناب مظفّری در نگارش «متافیزیک شعر» خیلی زحمت کشیده و همین قضیه، یعنی نگرش خلاقانۀ ناشی از دخالت در زبان، در جهت تبلور روح و جوهر شعر را بررسی کرده.
احمد پوری: در این کتاب به مباحثی برخوردم که حیرت کردم. گویا خیلی از بحث‌هایی که ما فکر می‌کردیم بحث‌های سال‌های اخیر است، از زمان افلاطون و ارسطو بوده؛ مثلاً وزن و جوهر شعر. کتاب آقای مظفری از این نظر برای من بسیار جالب بود.
عبدالحمید ضیایی: کتاب «متافیزیک شعر» را می‌توان تلاشی در جهت واسازی دریدایی تقابل‌های دوگانهٔ مجعول بین شعر و منطق/ فلسفه دانست. مهدی مظفری ساوجی می‌خواهد در این کتاب نوعی آشتی بین شعر با منطق و مطالعات متافیزیک برقرار کند و به ما یادآوری‌کند که حقیقت/واقعیت، ‌نه‌ یک‌ تجرید منطقی‌ ساده‌ است‌ و نه‌ یک‌ آکسیومِ ریاضی‌وار خالص، و نه‌ از این‌ ابعاد عاری‌ است. بلکه‌ به طرزی توأمان، هم‌ منطقی‌ و هم‌ شاعرانه، هم‌ موسیقایی‌ و هم‌ ریاضی‌وار است. با این اوصاف، انگار یک‌ متافیزیک‌ کامل نیز باید از سویی‌ دارای‌ دقّت‌ ریاضیاتی‌ و منطقی‌ و از سوی‌ دیگر واجد جنبهِ‌ موسیقایی‌ و شاعرانه‌ باشد، همان‌گونه‌ که‌ چنین تلفیق موفّقی در برخی از سنت‌های‌ متافیزیکی‌ بزرگ‌ از فیثاغورث‌ تا ویتگنشتاین اتفاق افتاده است.
لیلا کردبچه: «متافیزیک شعر» کتابی دربارهٔ شعر نیست، کتابخانه‌ای دربارهٔ شعر است که تاریخ نظریهٔ ادبی را به‌طور ویژه دربارهٔ شعر مدنظر قرار داده است. مظفری در این اثر، نه‌تنها شعر، که روح شعر را در مرکز توجه قرار داده و این مهم، البته از عهدهٔ هر پژوهشگری برنمی‌آید و حتّی از عهدهٔ هر پژوهشگری که خود شاعر هم باشد نیز برنمی‌آید.
کامران جوهری: به‌منظور درکِ پیوندِ دوسویهٔ این دو پدیدهٔ به ظاهر متمایز، یعنی «شعر» و «فلسفه»، لزومِ خوانشِ این اثر، به‌ویژه برای اهالیِ ادبیات امری خوشایند و در عین حال اجتناب‌ناپذیر می‌نماید.

## مطالب وابسته
ویژه‌نامهٔ "چراغ‌های رابطه"(۲)، در معرّفی دورۀ سه‌جلدی جلدی "متافیزیک شعر"، منتشر شده که محتوای آن شامل آثار و گفتاری از صاحب‌نظرانِ ادبیات فارسی در این رابطه است، از جمله: محمّدرضا شفیعی کدکنی، تقی پورنامداریان، میرجلال‌الدّین کزّازی، مسعود کیمیایی، بهاءالدّین خرّمشاهی، ضیاء موحّد، شمس لنگرودی، احمد پوری، علی دهباشی، ابوالفضل جلیلی، عبدالحمید ضیایی، بهروز ایمانی، لیلا کردبچه، نیما زرشناس، ایرج زبردست و کامران جوهری؛ به‌همراهِ گفت‌وگوی روزنامۀ شرق با مؤلّف کتاب، ناشر: دیدآور، با همکاری مجلّۀ بخارا، و خانۀ اندیشمندان علوم انسانی، ۱۴۰۲.